# Louis Finet (résistant)
Pour les articles homonymes, voir Louis Finet et Finet.
Louis Finet, né le 15 août 1897 à Bellegarde et mort le 22 juillet 1976 à Moûtiers, est un résistant français, compagnon de la Libération. Vétéran de la Grande Guerre rendu aveugle par les gaz, il s'engage cependant dans la résistance pendant la seconde guerre mondiale et travaille pour les réseaux de renseignements de la France Libre.

## Biographie

### Jeunesse et engagement
Louis Finet naît le 15 août 1897 à Bellegarde dans l'Ain. Fils de cheminot, il suit les traces paternelles en devenant employé de la compagnie PLM.

### Première Guerre mondiale
Mobilisé, il est affecté le 8 janvier 1916 au 60e régiment d'infanterie de Besançon puis est muté le 20 juillet suivant au 44e régiment d'infanterie avec lequel il participe à la bataille de la Somme. Le 12 novembre 1916, il passe au 296e régiment d'infanterie et combat à Massiges puis lors de la bataille des monts de Champagne. Le 10 septembre 1917, dans la Marne, il s'illustre lors d'une attaque et reçoit une citation à l'ordre de la 169e division d'infanterie. À la fin de l'année 1917, le 296e RI étant dissous, Louis Finet est affecté au 248e régiment d'infanterie le 1er décembre. Gravement gazé par de l'ypérite, il perd une partie de ses capacités oculaires et pulmonaires. Il est muté au 1er groupe d'aviation le 9 août 1918 et se blesse en chutant d'un avion le 11 novembre 1918.

### Entre-deux-guerres
Envoyé en congé en juin 1919, il retrouve ensuite le monde ferroviaire en étant affecté à la 2e section de chemins de fer de campagne et en servant comme commis pour la PLM à Modane. Sa cécité s'aggravant, il est mis en disponibilité en novembre 1925 et se retire à Saint-Pierre-d'Albigny. Il est définitivement réformé le 30 septembre 1927 et devient par la suite président de l'union des aveugles de guerre pour la Savoie,.

### Seconde Guerre mondiale
Ayant entendu l'appel du 18 juin et n'acceptant pas l'armistice du 22 juin 1940, Louis Finet décide de s'engager dans la résistance malgré son handicap. Dans un premier temps, il prend contact avec des camarades d'associations d'anciens combattants puis distribue des tracts d'appel à la résistance. En octobre 1943, il devient agent du réseau Coty et est enregistré au bureau central de renseignements et d'action. Louis Finet héberge chez lui Georges Oreel, le chef de la section de Chambéry du réseau Coty, ce dernier le chargeant d'effectuer des missions de liaisons à Lyon et Grenoble. Avec sa femme ou son fils, il transporte des plis urgents et relève les boites aux lettres clandestines.
Tirant profit de son handicap et de son statut de président de l'union des aveugles, il obtient une autorisation du ministère de l'intérieur pour se rendre sur le plateau des Glières occupé par les Allemands afin d'y rencontrer le préfet de Haute-Savoie afin d'obtenir des bons de ravitaillement pour ses camarades aveugles. Sur place, il parvient en quelques semaines à obtenir de précieux renseignements sur le nombre de troupes ennemies et sur l'emplacement de leurs pièces d'artillerie. Le 30 mai 1944, alors que la Gestapo investit une maison voisine et arrête Georges Oreel, Louis Finet parvient à s'échapper avec sa famille en emportant avec lui les archives et la comptabilité du réseau ainsi qu'une machine à décoder. Il parvient à se cacher en montagne et à échapper aux Allemands jusqu'à la libération de Chambéry le 23 août 1944.

### Après-guerre
Après la guerre, il reprend officiellement la présidence de l'union des aveugles de guerre pour les sections de Savoie, de Haute-Savoie et de l'Ain. En récompense de ses actions dans la résistance, la Croix de la Libération lui est remise le 14 juillet 1946. Louis Finet meurt le 22 juillet 1976 à Moûtiers. Il est inhumé à Chambéry.

## Décorations
|  |  |  |  |  |  |
|  |  |  |  |  |  |
|  |  |  |  |  |  |

| Officier de la Légion d'honneur                     | Officier de la Légion d'honneur                     | Officier de la Légion d'honneur                     | Compagnon de la Libération          | Compagnon de la Libération                    | Compagnon de la Libération                    | Médaille militaire                            | Médaille militaire                            | Médaille militaire             |
| Croix de guerre 1914-1918 Avec une étoile de bronze | Croix de guerre 1914-1918 Avec une étoile de bronze | Croix de guerre 1914-1918 Avec une étoile de bronze | Médaille de la Résistance française | Médaille de la Résistance française           | Médaille de la Résistance française           | Croix du combattant volontaire                | Croix du combattant volontaire                | Croix du combattant volontaire |
| Médaille interalliée de la Victoire                 | Médaille interalliée de la Victoire                 | Médaille interalliée de la Victoire                 | Médaille interalliée de la Victoire | Médaille commémorative de la guerre 1914-1918 | Médaille commémorative de la guerre 1914-1918 | Médaille commémorative de la guerre 1914-1918 | Médaille commémorative de la guerre 1914-1918 |                                |